# Sammy N’Djock
Sammy N'Djock (Yaoundé, 1990. február 25. –) kameruni válogatott labdarúgó, jelenleg kölcsönben a Fethiyespor játékosa. Posztját tekintve kapus.